# Зарубіна Ірина Петрівна
Ірина Петрівна Зарубіна (1907—1976) — радянська актриса. Народна артистка Таджицької РСР (1944), Народна артистка РРФСР (1951).

## Біографія
Ірина Зарубіна народилася 9 (22) квітня 1907 року в Казані.
У 1929 році закінчила Ленінградський інститут сценічних мистецтв, після чого працювала в Ленінградському Театрі Пролеткульту.
З 1935 року — в Ленінградському театрі комедії.
І. П. Зарубіна померла 20 травня 1976 року. Похована на Комаровському кладовищі Санкт-Петербурга. Могила є пам'ятником культурно-історичної спадщини.

Пам'ятник на могилі

## Творчість

### Театральні роботи
- «Піднята цілина» Михайла Шолохова — Лушка
- «Звичайне диво» Єагена Шварца — Господиня
- «Тінь» Євгена Шварца — Юлія Джулі
- «Одруження» Миколи Гоголя — Агафія Тихонівна
- «Весілля Кречинського» Олександра Сухово-Кобиліна — Ганна Антонівна Атуєва
- «На всякого мудреця досить простоти» Олександра Островського — Клеопатра Львівна Мамаєва
- «Гроза» Олександра Островського — Варвара
- «Ревізор» Миколи Гоголя — Ганна Андріївна
- «Помпадури і помпадурші» Михайла Салтикова-Щедріна — Надія Петрівна
- 1943 — «Актриса» А. Файко — Стрельникова

### Фільмографія
- 1933 — Гроза — Варвара Кабанова, сестра Тихона, чоловіка Катерини
- 1934 — Іудушка Головльов — Євпраксеюшка
- 1935 — Подруги — Наташа
- 1938 — Вороги
- 1938 — В людях — Наталія, прачка
- 1938 — Друзі (знімалась, але роль не вказано)
- 1938 — На кордоні — Катька
- 1938 — Петро Перший, друга серія — Єфросинія
- 1939 — Василиса Прекрасна — Маланка, купецька донька
- 1941 — Валерій Чкалов — акторка на урочистому прийомі
- 1954 — Двоє друзів — учителька
- 1956 — Божевільний день — Дудкіна
- 1956 — Різні долі — тітка Степана Огурцова
- 1958 — Шофер мимоволі — Віра Петрівна Зайчикова, голова міськради
- 1958 — Капітанська дочка — Василіса Єгорівна
- 1962 — Оленка — Василіса Петрівна
- 1963 — Перший тролейбус — пасажирка тролейбуса
- 1965 — Аварія — Дар'я Степанівна Ушакова
- 1966 — Три товстуни — акомпаніаторка
- 1969 — Сільський детектив — Парасковія

## Нагороди та звання
- Заслужена артистка РРФСР (1939)
- Народна артистка Таджицької РСР (1944)
- Народна артистка РРФСР (1951)
- Орден Трудового Червоного Прапора (01.02.1939) — за виконання ролі Єфросинії у фільмі «Петро I» (1938)
- медалі

## Епіграма на І. Зарубіну
О, як легка
 І як тонка. . .
 Її гра! - радісно хором. -
Але до чого ж вона
 Сповнена …
> І чарівності і запалу!